# Emmanuelle 5
Emmanuelle 5 è un film del 1987 diretto da Walerian Borowczyk, con protagonista Monique Gabrielle.

## Trama
Emmanuelle è un'attrice parigina protagonista del film Love Express che desta scalpore in occasione della sua presentazione al Festival di Cannes: qui il produttore le presenta il principe orientale Rajid, facoltoso sovrano dell'immaginario Paese del Bengacistan. All'esterno della sala di proiezione, Emmanuelle viene assalita da una ressa di fotografi e giornalisti che le strappano di dosso i vestiti costringendola a fuggire completamente nuda e a rifugiarsi sul motoscafo dell'industriale statunitense Charles Foster, dove nasce un'attrazione reciproca.
Dopo avere discusso con Charles, Emmanuelle accetta l'invito di Rajid a visitarne il Paese scoprendo, però, che questi vuole tenerla nel proprio harem. Emmanuelle, contraria a sottomettersi a lui, fugge con l'aiuto di Eric, assoldato da Charles per liberarla. Una volta libera, Emmanuelle si getta tra le braccia di Charles, che intende fare ripartire il suo velivolo, un grande aereo da carico fermo da tempo e vuole Emmanuelle con sé nell'impresa: l'aereo, però, si schianta ed Emmanuelle si salva lanciandosi col paracadute. Alla fine, Emmanuelle riceve una lettera a conferma che anche Charles è sopravvissuto all'incidente.

## Produzione
La regia del film, accreditata a Walerian Borowczyk, è solo in parte opera del regista polacco. Lo stesso Borowczyk, in un'intervista rilasciata alla rivista Video Watchdog nel 1994, riconosce la paternità della sola sequenza del film Love Express, attribuendo il resto al suo assistente Steve Barnett.

## Edizione italiana
In Italia il film fu distribuito dalla CRC nell'agosto 1987.